# Larryleachia perlata
Larryleachia perlata är en oleanderväxtart som först beskrevs av Dinier, och fick sitt nu gällande namn av D.C.H. Plowes. Larryleachia perlata ingår i släktet Larryleachia och familjen oleanderväxter. Inga underarter finns listade i Catalogue of Life.